# Bosvoorde
Bosvoorde (Frans: Boitsfort) is een plaats in de Belgische gemeente Watermaal-Bosvoorde in het zuidoosten van het Brussels Hoofdstedelijk Gewest. De plaats ligt in het zuiden van de gemeente aan de rand van het Zoniënwoud.
In het zuiden ligt de wijk Bezemhoek, een zuidelijke uitstulping langs de Terhulpsesteenweg in het Zoniënwoud.

## Etymologie
Het eerste lid van de naam Bosvoorde gaat vermoedelijk terug op de persoonsnaam Baldo. Het tweede lid, voorde, betekent een doorwaadbare plek in een stroom. De gereconstrueerde Frankische vorm *Baldesfurda zou in deze verklaring zoveel betekenen als "doorwaadbare plaats van Baldo".

## Geschiedenis
Bosvoorde was vroeger een gehuchtje in de vallei van de Woluwe, afhankelijk van Watermaal, dat meer noordwaarts lag. Een oude vermelding van de naam dateert uit 1227 wanneer sprake is van een Godfried van "Boudesfort". Sinds de 13de eeuw was de plaats een uitvalsbasis voor de hertogelijke jacht en werd het Jachthuis van Bosvoorde opgetrokken.
Rond 1282 richtte Jan I er een kapel op, gewijd aan Sint-Hubertus, patroonheilige van de jagers. Dankzij de jacht groeide de plaats de volgende eeuwen verder uit. In de loop van de 16de eeuw werd het hof soms verlaten en later opnieuw betrokken. In 1584 werd het kasteel van Bosvoorde vernield, maar rond 1600 werd het hersteld. In de loop van de 17de eeuw werd het nogmaals vernield, maar keurvorst Maximiliaan Emanuel liet het tegen 1700 opnieuw opbouwen. In de 17de eeuw verbond een steenweg Bosvoorde via Groene Jager met Brussel. Deze weg liep in zuidelijke richting naar de priorij van Groenendaal en werd daarna ook doorgetrokken naar Terhulpen.
De betere ontsluiting zorgde voor verdere ontwikkeling. De Ferrariskaart uit de jaren 1770 toont de plaats als het gehucht Boitsfort in het zuiden van een ontgonnen gebied in het Zoniënbos, met in het noorden Watermaal. Op het einde van het ancien régime werden onder Frans bewind in de laatste jaren van de 18de eeuw de gemeenten gecreëerd. Watermaal en Bosvoorde werden gescheiden en werden zelfstandige gemeenten. Verschillende kerkelijke goederen werden verbeurdverklaard. Toen een paar jaar later de erediensten werden hersteld, werd Bosvoorde een zelfstandige parochie. In 1811 werden de gemeenten Watermaal en Bosvoorde samengevoegd tot één gemeente. Het bleef nu een arme landelijke gemeente. In 1851 vestigde men het gemeentehuis van Watermaal-Bosvoorde in Bosvoorde. De komst van de spoorlijn Brussel-Namen zorgde voor een ontsluiting van de gemeente. In 1863 werd het gehucht Oudergem afgesplitst als zelfstandige gemeente. Vanaf het einde van de 19de eeuw werd de gemeente gesaneerd en nieuwe wegen moesten de bereikbaarheid verbeteren. In de loop van de 20ste eeuw raakte ook het gebied tussen Watermaal en Bosvoorde bebouwd en bereikte de Brusselse verstedelijking ook Bosvoorde.

## Bezienswaardigheden
- de Sint-Hubertuskerk
- het Hoge Huis
- het gemeentehuis van Watermaal-Bosvoorde
- de Vijvers van Bosvoorde
- Jagersveldpark
- de Renbaan van Bosvoorde
- Een geplaveid stuk van de Willeriekendreef en Opperjachtmeesterstraat is beschermd als landschap.
- Onze-Lieve-Vrouw-Koningin-der-Hemelenkerk
- Glaverbelgebouw
- Tumuli van het Zoniënwoud

## Verkeer en vervoer
Langs spoorlijn 161 (Brussel-Namen) staat het Station Bosvoorde. In oost-westrichting loopt door Bosvoorde de R22. De Terhulpsesteenweg is een belangrijke zuidelijk uitvalsweg door het Zoniënwoud.